# Hitovo, Dobrici
Hitovo (în bulgară Хитово, în română Ceair-Mahle) este un sat în comuna Dobricika, regiunea Dobrici, Dobrogea de Sud, Bulgaria. 
Între anii 1913-1940 a făcut parte din plasa Ezibei a județului Caliacra, România.

## Demografie
Componența etnică a satului Hitovo
     Romi (3,41%)
     Turci (29,75%)
     Bulgari (65,85%)
     Nicio identificare (0,97%)
La recensământul din 2011, populația satului Hitovo era de 205 locuitori. Din punct de vedere etnic, majoritatea locuitorilor (65,85%) erau bulgari, existând și minorități de turci (29,75%) și romi (3,41%). Pentru 0,97% din locuitori nu este cunoscută apartenența etnică.